# صدرالدین عبدالله‌اف
صدرالدین عبدالل‌اف (انگلیسی: Sadriddin Abdullaev؛ زادهٔ ۱۱ ژوئن ۱۹۸۶) بازیکن فوتبال اهل ازبکستان است.
از باشگاه‌هایی که در آن بازی کرده‌است می‌توان به باشگاه فوتبال چانگچون یاتای، باشگاه فوتبال لوکوموتیو تاشکند، و باشگاه فوتبال پاختاکور تاشکند اشاره کرد.
وی همچنین در تیم ملی فوتبال ازبکستان بازی کرده‌است.